# Пляска смерти (книга)
«Пля́ска сме́рти» (фр. Danse Macabre) — книга Стивена Кинга о жанре ужасов. «Danse macabre» — французская фраза, означающая аллегорический сюжет живописи и словесности Средневековья.
Написана Стивеном Кингом на основе прочитанных им в университете лекций «Особенности литературы о сверхъестественном». Однако в книге рассказано о жанре ужасов не только в литературе, но и в кино, на радио и телевидении. Кинг уделяет много внимания своему личному опыту знакомства с жанром ужасов. Это делает книгу частично автобиографической, позволяя понять, какие произведения жанра ужасов в наибольшей степени повлияли на формирование Кинга как писателя.
В книге писателем выделяются четыре наиболее значимых архетипа ужаса: вампир, оборотень, призрак, безымянная тварь.
К книге имеются два приложения: список значимых фильмов жанра с 1950 по 1980 год и список литературы за тот же период. Звездочкой отмечены фильмы и книги, которые нравятся лично Стивену Кингу.

## Рекомендуемые фильмы
| Фильм                            | Год  | Режиссёр                      |
| -------------------------------- | ---- | ----------------------------- |
| Ангел-истребитель                | 1963 | Луис Бунюэль                  |
| Бешенство*                       | 1977 | Дэвид Кроненберг              |
| Суспирия*                        | 1977 | Дарио Ардженто                |
| Внезапно, прошлым летом          | 1960 | Джозеф Манкевич               |
| Водородный человек               | 1958 | Иносиро Хонда                 |
| Враг из космоса*                 | 1957 | Вэл Гест                      |
| Вторжение похитителей тел*       | 1956 | Дон Сигел                     |
| Вторжение похитителей тел        | 1978 | Филип Кауфман                 |
| Выводок*                         | 1979 | Дэвид Кроненберг              |
| Глаз кошки                       | 1969 | Дэвид Лоуэлл Рич              |
| Голова-ластик                    | 1977 | Дэвид Линч                    |
| Гонки с дьяволом                 | 1975 | Джек Старретт                 |
| Горго                            | 1961 | Эжен Лурье                    |
| Ночь орла                        | 1962 | Сидни Хейерз                  |
| Гробница Лигейи                  | 1965 | Роджер Корман                 |
| Напугать Джессику до смерти*     | 1971 | Джон Д. Хэнкок                |
| День триффидов                   | 1963 | Стив Секели                   |
| Деревня проклятых                | 1960 | Вулф Рилла                    |
| Дождись темноты*                 | 1967 | Теренс Янг                    |
| Дом ужасов доктора Террора       | 1965 | Фредди Френсис                |
| Дурная кровь                     | 1956 | Мервин Лерой                  |
| Дуэль*                           | 1971 | Стивен Спилберг               |
| Дьяволицы                        | 1954 | Анри-Жорж Клузо               |
| Захват                           | 1974 | Оливер Стоун                  |
| Землеройки-убийцы                | 1959 | Рей Келлогг                   |
| Избавление*                      | 1972 | Джон Бурмен                   |
| Изгоняющий дьявола*              | 1973 | Уильям Фридкин                |
| Икс — неизвестное                | 1956 | Лесли Норман                  |
| Канун дня всех святых*           | 1978 | Джон Карпентер                |
| Когда звонит Майкл               | 1971 | Филип Ликок                   |
| Колодец и маятник                | 1961 | Роджер Корман                 |
| Крик                             | 1979 | Ежи Сколимовски               |
| Кровоточащий дом                 | 1970 | Питер Даффелл                 |
| Кто-то следит за мной            | 1978 | Джон Карпентер                |
| Кэрри*                           | 1976 | Брайан Де Пальма              |
| Леди в клетке*                   | 1963 | Уолтер Грауман                |
| Мрак                             | 1958 | Уильям Касл                   |
| Мартин*                          | 1976 | Джордж Ромеро                 |
| Маска красной смерти             | 1964 | Роджер Корман                 |
| Муха                             | 1958 | Курт Ньюманн                  |
| Не с этой Земли                  | 1956 | Роджер Корман                 |
| Невероятно уменьшающийся человек | 1957 | Джек Арнольд                  |
| Исступление*                     | 1972 | Альфред Хичкок                |
| Нечто*                           | 1951 | Кристиан Найби / Говард Хоукс |
| Ночь должна наступить            | 1964 | Карел Рейш                    |
| Ночь живых мертвецов*            | 1968 | Джордж Ромеро                 |
| Ночь охотника*                   | 1955 | Чарльз Лоутон                 |
| Судороги                         | 1975 | Дэвид Кроненберг              |
| Они!*                            | 1954 | Гордон Дуглас                 |
| Ужасный доктор Файбс             | 1971 | Роберт Фуэст                  |
| Отвращение*                      | 1965 | Роман Полански                |
| Паника в нулевом году            | 1962 | Рэй Милланд                   |
| Пикник у Висячей скалы*          | 1975 | Питер Уир                     |
| Плетёный человек                 | 1973 | Робин Харди                   |
| Ползущее неизвестное*            | 1955 | Вэл Гест                      |
| Помешательство-13*               | 1963 | Фрэнсис Форд Коппола          |
| Призрак дома на холме*           | 1963 | Роберт Уайз                   |
| Проклятие демона*                | 1957 | Жак Турнюр                    |
| Прошлым летом                    | 1969 | Фрэнк Перри                   |
| Психо*                           | 1960 | Альфред Хичкок                |
| Психушка                         | 1972 | Рой Бейкер                    |
| Птицы                            | 1963 | Альфред Хичкок                |
| Птица с хрустальным оперением    | 1970 | Дарио Ардженто                |
| Рассвет мертвецов*               | 1979 | Джордж Ромеро                 |
| Ребёнок Розмари*                 | 1968 | Роман Полански                |
| Ритуалы*                         | 1978 | Питер Картер                  |
| С дамой так не поступают         | 1968 | Джек Смайт                    |
| Салемские вампиры                | 1979 | Тоуб Хупер                    |
| Сеанс дождливым днём             | 1968 | Брайен Форбз                  |
| Седьмая печать*                  | 1956 | Ингмар Бергман                |
| Сёстры*                          | 1973 | Брайан Де Пальма              |
| Сияние                           | 1980 | Стэнли Кубрик                 |
| Смертоносные пчёлы               | 1967 | Фредди Френсис                |
| Смирительная рубашка             | 1964 | Уильям Касл                   |
| Сожжённые приношения             | 1976 | Дэн Кёртис                    |
| Степфордские жёны                | 1975 | Брайен Форбз                  |
| Тварь из Чёрной Лагуны*          | 1954 | Джек Арнольд                  |
| Темно-красное                    | 1976 | Дарио Ардженто                |
| Техасская резня бензопилой*      | 1974 | Тоб Хупер                     |
| А теперь не смотри               | 1973 | Николас Роуг                  |
| Тише, тише, милая Шарлотта       | 1964 | Роберт Олдрич                 |
| Трилогия ужаса                   | 1975 | Дэн Кёртис                    |
| Ужасы Чёрного музея              | 1959 | Артур Крэбтри                 |
| Уиллард                          | 1971 | Дэниэл Манн                   |
| Час волка                        | 1968 | Ингмар Бергман                |
| Человек с рентгеновскими глазами | 1963 | Роджер Корман                 |
| Челюсти*                         | 1975 | Стивен Спилберг               |
| Червь-завоеватель                | 1968 | Майкл Ривз                    |
| Чёрное воскресенье*              | 1961 | Марио Бава                    |
| Что случилось с Бэби Джейн?*     | 1962 | Роберт Олдрич                 |
| Чужой*                           | 1979 | Ридли Скотт                   |
| Оно пришло из далекого космоса*  | 1953 | Джек Арнольд                  |
| Оно! Ужас из космоса             | 1958 | Эдвард Кан                    |
| Я видела, что вы сделали         | 1965 | Уильям Касл                   |
| Я хороню живых*                  | 1958 | Алберт Бэнд                   |
| Ярость                           | 1978 | Брайан Де Пальма              |

## Рекомендуемые книги
- Ричард Адамс — Чумные псы; Уотершипский холм*
- Роберт Эйкман — Холодная рука в моей руке; Раскрашенные дьяволы
- Марсель Эме — Человек, проходивший сквозь стены
- Берил Бэйнбридж — Харриет сказала
- Дж. Г.Боллард — Бетонный остров*; Высотка
- Чарльз Бомонт — Голод*; Фокусник
- Роберт Блох — Приятных снов*; Психо*
- Рэй Брэдбери — Вино из одуванчиков; Что-то страшное грядет*; Октябрьская страна
- Джозеф Пэйн Бреннан — Формы полуночи*
- Фредерик Браун — Кошмары и «гизенстеки»*
- Эдвард Брайант — Среди мертвых
- Джанет Кэйрд — Лох [Озеро]
- Рэмси Кэмпбелл — Демоны при свете дня; Кукла, съевшая свою мать*; Паразит*
- Сюзи Мак-Ки Чарнас — Гобелен вампиров
- Хулио Кортасар — Конец игры и другие рассказы
- Гарри Крюз — Пир змей
- Роалд Даль — Целуй, целуй*; Кто-то вроде вас*
- Лес Дэниэльс — Черный замок
- Стивен Р. Дональдсон — Трилогия о Томасе Ковенанте*
- Дафна Дюморье — Не гляди
- Харлан Эллисон — Рассказы; Смерть птицы*; Странное вино*
- Джон Фаррис — Все головы поворачиваются, когда мимо проезжает охота
- Чарльз Дж. Финней — Призраки кандалов
- Джек Финней — Похитители тел*; Я люблю Гэйлсбург весной; Третий уровень*; Меж двух миров*
- Уильям Голдинг — Повелитель мух*
- Эдвард Гори — Бурлеск; Бурлеск-2
- Чарльз Л.Грант — Час мертвецов с Бычьей тропы; Звук полуночи*
- Дэвис Грабб — 12 рассказов ужасов*
- Уильям Х. Халахан — Опекун детей; Поиски Джозефа Талли
- Джеймс Херберт — Туман; Копье*; Выживший
- Уильям Хьортсберг — Падший ангел*
- Ширли Джексон — Призрак Хиллхауза*; Лотерея и другие рассказы*; Солнечные часы
- Джеральд Керш — Люди без костей*
- Рассел Кирк — Принцесса всех земель
- Найджел Нил — Пришел помидор
- Уильям Котцвинкль — Доктор Крыса*
- Джерри Козински — Нарисованная птица*
- Фриц Лейбер — Мадонна тьмы*
- Урсула Ле Гуин — Токарный станок неба*; Орсинианские рассказы
- Айра Левин — Ребенок Розмари*; Степфордские жены
- Джон Макдональд — Девушка, золотые часы и все-все-все
- Бернард Маламуд — Магическая бочка*; Естественный
- Роберт Мараско — Сожженные жертвоприношения*
- Габриэль Гарсия Маркес — Сто лет одиночества
- Ричард Матесон — Адский дом; Я – легенда*; Шок-2; Невероятно уменьшающийся человек*; Тень эха
- Майкл Мак-Доуэлл — Амулет*; Холодная луна над Вавилоном*
- Айан Мак-Ивен — Цементный сад
- Джон Меткалф — Торжествующий мертвец
- Айрис Мэрдок — Единорог
- Джойс Кэрол Оутс — Ночная сторона*
- Флэннери О’Коннор — Трудно найти хорошего человека*
- Мервин Пик — Трилогия о Горменгасте
- Томас Пинчон — V*
- Эдогава Рампо — Рассказы тайны и воображения
- Жан Рэй — Гхолы в моей могиле
- Энн Райс — Интервью с вампиром
- Филип Рот — Грудь
- Рэй Рассел — Сардоникус*
- Джоан Сэмсон — Аукционер*
- Уильям Сэнсом — Собрание рассказов Уильяма Сэнсома
- Сарбан — Круговые камни; Звук его рога*
- Энн Риверс Сиддонс — Дом по соседству*
- Исаак Башевис Зингер — Сеанс и другие истории*
- Мартин Круз Смит — Крыло ночи
- Питер Страуб — История с привидением*; Если вы можете сейчас видеть меня; Джулия; Страна теней*
- Т. Старджон — Икра; Пригрезившиеся драгоценности; Некто вашей крови*
- Т. Тесье — Ночной бродяга
- Пол Теру — Черный дом
- Томас Трайон — Другой*
- Лес Уиттэн — Ученики того, кто дополнил*
- Томас Уильямс[англ.] — Дети тсуги*
- Гахан Уилсон — Рисую что вижу
- Т. М. Райт — Странное племя*
- Дж. Уиндэм — Хризалиды [Отклонение от нормы]; День триффидов*